# Ilona Bekesi
Ilona Bekesi född den 11 december 1953 i Budapest, Folkrepubliken Ungern, är en ungersk gymnast.
Hon tog OS-brons i lagmångkampen i samband med de olympiska gymnastiktävlingarna 1972 i München.